# Saint-Pierre-du-Val
Saint-Pierre-du-Val è un comune francese di 546 abitanti situato nel dipartimento dell'Eure nella regione della Normandia.

## Società

### Evoluzione demografica
Abitanti censiti